# كرايغ مونرو
كرايغ مونرو (بالإنجليزية: Craig Monroe)‏ هو لاعب كرة قاعدة أمريكي، ولد في 27 فبراير 1977 في تيكساركانا في الولايات المتحدة.

## وصلات خارجية
- كرايغ مونرو على موقع دوري كرة القاعدة الرئيسي (الإنجليزية)
- كرايغ مونرو على موقعبيزبول رفرنس.كوم (الدوري الرئيسي) (الإنجليزية)
- كرايغ مونرو على موقعبيزبول رفرنس.كوم (الدوري الثانوي) (الإنجليزية)
- كرايغ مونرو على موقع إي إس بي إن.كوم (أم.أل.بي) (الإنجليزية)
- كرايغ مونرو على موقع مشجعي الرسوم البيانية (الإنجليزية)